# Městečko Schitt's Creek
Městečko Schitt's Creek (v anglickém originále Schitt's Creek) je kanadský komediální televizní seriál vytvořený otcem a synem Eugenem a Danem Levym a vysílaný na stanici CBC od 13. ledna 2015 do 7. dubna 2020. Odvysíláno bylo celkem 6 sezón (80 epizod).

## Obsazení

### Hlavní obsazení
- Eugene Levy jako Johnny Rose
- Catherine O'Hara jako Moira Rose
- Daniel Levy jako David Rose
- Annie Murphy jako Alexis Claire Rose
- Emily Hampshire jako Stevie Budd
- Jenn Robertson jako Jocelyn Schitt
- Chris Elliott jako Roland Schitt
- Tim Rozon jako Mutt Schitt
- Sarah Levy jako Twyla Sands
- Dustin Milligan jako Ted Mullens
- Noah Reid jako Patrick Brewer

### Vedlejší obsazení
- John Hemphill jako Bob Currie
- Rizwan Manji jako Ray Butani
- Karen Robinson jako Ronnie Lee
- Steve Lund jako Jake
- Jasmin Geljo jako Ivan
- Robin Duke jako Wendy Kurtz
- Ennis Esmer jako Emir Kaplan